# Lijst van voetbalinterlands Brazilië - Rusland (vrouwen)
Deze lijst van voetbalinterlands is een overzicht van alle officiële voetbalinterlands tussen de nationale vrouwenteams van Brazilië en Rusland. De landen hebben tot nu toe vijf keer tegen elkaar gespeeld.

## Wedstrijden
| № | Plaats    | Datum             | Competitie                                     | Wedstrijd          | Uitslag |
| - | --------- | ----------------- | ---------------------------------------------- | ------------------ | ------- |
| 1 | Campinas  | 18 januari 1996   | Vriendschappelijk                              | Brazilië − Rusland | 4 − 0   |
| 2 | Oneonta   | 15 september 1998 | Vriendschappelijk                              | Brazilië − Rusland | 2 − 2   |
| 3 | Lagos     | 7 maart 2016      | Algarve Cup 2016                               | Brazilië − Rusland | 3 − 0   |
| 4 | Manaus    | 11 december 2016  | International Women's Football Tournament 2016 | Brazilië − Rusland | 4 − 0   |
| 5 | Cartagena | 10 juni 2021      | Vriendschappelijk                              | Brazilië − Rusland | 3 − 0   |

## Samenvatting
| Competitie                                | Totaal gespeeld | Winst Brazilië | Gelijk | Winst Rusland | Doelsaldo Brazilië – Rusland |
| ----------------------------------------- | --------------- | -------------- | ------ | ------------- | ---------------------------- |
| Algarve Cup                               | 1               | 1              | 0      | 0             | 3 − 0                        |
| International Women's Football Tournament | 1               | 1              | 0      | 0             | 4 − 0                        |
| Vriendschappelijk                         | 3               | 2              | 1      | 0             | 9 − 2                        |
| Totaal                                    | 5               | 4              | 1      | 0             | 16 − 2                       |